# تپه سلطان خانقاه
تپه سلطان خانقاه مربوط به هزاره اول قبل از میلاد به بعد است و در شهرستان ساوه، روستای خانقاه واقع شده و این اثر در تاریخ ۱۰ آذر ۱۳۵۴ با شمارهٔ ثبت ۱۲۰۸ به‌عنوان یکی از آثار ملی ایران به ثبت رسیده است.